# Southampton Football Club 1976-1977
Questa voce raccoglie le informazioni riguardanti il Southampton Football Club nelle competizioni ufficiali della stagione 1976-1977.

## Stagione
La squadra gioca il campionato di Second Division concluso al 9º posto.
La squadra gioca anche la Coppa delle Coppe in virtù della vittoria della FA Cup 1975-1976, uscendo ai quarti di finale per mano dei belgi dell'Anderlecht.

## Rosa
| N. |                        | Ruolo | Calciatore         |
| -- | ---------------------- | ----- | ------------------ |
|    | Inghilterra (bandiera) | P     | Steve Middleton    |
|    | Inghilterra (bandiera) | P     | Ian Turner         |
|    | Inghilterra (bandiera) | P     | Peter Wells        |
|    | Inghilterra (bandiera) | D     | Manny Andruszewski |
|    | Inghilterra (bandiera) | D     | Mel Blyth          |
|    | Inghilterra (bandiera) | D     | Steve Mills        |
|    | Inghilterra (bandiera) | D     | David Peach        |
|    | Galles (bandiera)      | D     | Peter Rodrigues    |
|    | Inghilterra (bandiera) | D     | Malcolm Waldron    |

| N. |                        | Ruolo | Calciatore      |
| -- | ---------------------- | ----- | --------------- |
|    | Inghilterra (bandiera) | C     | Graham Baker    |
|    | Inghilterra (bandiera) | C     | James Alan Ball |
|    | Irlanda (bandiera)     | C     | Austin Hayes    |
|    | Inghilterra (bandiera) | C     | Trevor Hebberd  |
|    | Inghilterra (bandiera) | C     | Nick Holmes     |
|    | Inghilterra (bandiera) | C     | Steve Williams  |
|    | Inghilterra (bandiera) | A     | Mick Channon    |
|    | Scozia (bandiera)      | A     | Ted MacDougall  |
|    | Inghilterra (bandiera) | A     | Peter Osgood    |